# О̄
О̄  (en minúscula о̄; cursiva: О̄ о̄) es una letra del alfabeto cirílico. En todas sus formas se ve exactamente como la letra O latina con macrón (Ō ō Ō ō).
Es utilizada en los idiomas evenki, mansi, nanai, negidal, orok, ulch, sami kildin, selkup, y checheno.
También aparece en el dialecto transcarpático de carpato-rusino, el único idioma eslavo única que lo hace. En el carpato-rusino, se pronuncia como /oː/ el ser cambiado hacia /u/ en grados diferentes. Sin embargo, el uso de esta letra no es obligatoria y normalmente se la sustituye con las letras cirílicas I u O.

## Códigos de computación
Siendo una letra relativamente reciente, no está presente en ninguna codificación cirílica heredada de 8-bits, la letra Ō tampoco está representada directamente por un carácter precompuesto en Unicode; tiene que ser compuesta como О+◌̄ (U+0304).
| Carácter      | О                         | О                         | о                       | о                       | ̄                 | ̄                 |
| ------------- | ------------------------- | ------------------------- | ----------------------- | ----------------------- | ---------------- | ---------------- |
| Unicode       | CYRILLIC CAPITAL LETTER O | CYRILLIC CAPITAL LETTER O | CYRILLIC SMALL LETTER O | CYRILLIC SMALL LETTER O | COMBINING MACRON | COMBINING MACRON |
| Codificación  | decimal                   | hex                       | decimal                 | hex                     | decimal          | hex              |
| Unicode       | 1054                      | U+041E                    | 1086                    | U+043E                  | 772              | U+0304           |
| UTF-8         | 208 158                   | D0 9E                     | 208 190                 | D0 BE                   | 204 132          | CC 84            |
| Ref. numérica | &#1054;                   | &#x41E;                   | &#1086;                 | &#x43E;                 | &#772;           | &#x304;          |